# Can Xiquet (Santa Perpètua de Mogoda)
Can Xiquet és una casa de Santa Perpètua de Mogoda (Vallès Occidental) inclosa a l'Inventari del Patrimoni Arquitectònic de Catalunya.

## Descripció
És una casa unifamiliar d'estructura asimètrica (forma un xamfrà) que consta de dues plantes i terrat. La planta inferior està formada per tres obertures, la porta principal i dues finestres, totes tres emmarcades per una decoració floral i geomètrica. Una sanefa ondulada separa les dues plantes.
La planta superior té com a element que sobresurt la tribuna, que és de planta poligonal i oberta, situada damunt la porta principal. Aquesta planta està separada del terrat per una sanefa i una motllura. El terrat té un acabament en forma ondulada, seguint el ritme de les sanefes.
Damunt la tribuna hi ha un motiu ornamental format per una estrella de sis puntes, amb una flor al mig. Tota la decoració està feta amb ceràmica vidriada de diferents colors.